# Oscar Andersen
Frederik Oscar August Andersen (19. august 1848 i København – 1. maj 1907 sammesteds) var en dansk xylograf.
Hans forældre var overpolitibetjent Anders Andersen (1812-1878) og Nelly Jansen Bur. Han lærte xylografien hos H.P. Hansen; læretiden var tre år. Han blev dimitteret fra Det tekniske Institut til Kunstakademiets tegneskole, som han besøgte fra 1867 til 1870 og udstillede nogle træsnit. Andersen arbejdede et år i Paris (1868-69) og fem år i Kristiania, hvor han var ansat ved et ugeblad udgivet af Bjørnstjerne Bjørnson. I Danmark fik han arbejde for Frederik Hendriksen ved Ude og Hjemme og arbejdede desuden selvstændigt.
Oscar Andersen har udført en stor del af træsnittene til jubilæumsudgaven af Ludvig Holbergs komedier (1884) og til verdensudgaven af H.C. Andersens eventyr (1901), alle efter Hans Tegners tegninger. Han er repræsenteret i Den Kongelige Kobberstiksamling og på Det Nationalhistoriske Museum på Frederiksborg Slot.
Teknisk fortsatte han traditionen fra Andreas Flinch for det såkaldte facsimile-snit, hvis særkende er en nøjagtig gengivelse af kunstnerens streg. Derimod var hans tilegnelse af det tonede snit, som blev kravet i xylografiens senere år, ikke overbevisende.
Han var ugift og er begravet på Holmens Kirkegård.